# 大杉尚広
大杉尚広（おおすぎ なおひろ）は、日本の男性アニメーター、キャラクターデザイナー。大阪アミューズメントメディア専門学校卒業。
AICにて動画・動画チェック・原画を経た後、フリーランスへ転身。2015年以降は、WIT STUDIOの作品に多く参加している。

## 主な参加作品

### テレビアニメ
2002年
- おねがい☆ティーチャー（動画）
- 天地無用! GXP（動画）
- 魔法遊戯 飛び出す!!ハナマル大冒険（動画）
- ぷちぷり*ユーシィ（動画チェック・動画）

2003年
- LAST EXILE（原画・動画）
- おねがい☆ツインズ（原画・動画チェック）
- バトルプログラマーシラセ（動画チェック・動画）
- 神魂合体ゴーダンナー!!（動画）
- PEACE MAKER 鐵（原画・動画）

2004年
- モンキーターン（原画）
- モンキーターンV（原画・動画）

2005年
- ああっ女神さまっ（原画）
- バジリスク 〜甲賀忍法帖〜（原画）
- SoltyRei（原画）

2006年
- ああっ女神さまっ それぞれの翼（原画）
- Pumpkin Scissors（原画）

2007年
- 瀬戸の花嫁（原画）
- 機動戦士ガンダム00（原画）
- ああっ女神さまっ 闘う翼（原画）

2009年
- 銀魂（原画）
- 宇宙をかける少女（作画監督・原画・OP原画）
- WHITE ALBUM（原画）
- 咲-Saki-（原画）
- グイン・サーガ（原画）
- 戦場のヴァルキュリア（原画）
- うみねこのなく頃に（原画・OP原画）
- キディ・ガーランド（原画）
- そらのおとしもの（原画）
- FAIRY TAIL（原画）

2010年
- はなまる幼稚園（原画・OP原画）
- おおきく振りかぶって ～夏の大会編～（原画）
- kiss×sis（原画）
- アマガミSS（原画）
- パンティ&ストッキングwithガーターベルト（原画）
- スーパーロボット大戦OG -ジ・インスペクター-（OP原画）
- 俺の妹がこんなに可愛いわけがない（作画監督）

2011年
- 青の祓魔師（原画）
- 境界線上のホライゾン（作画監督・ED作画監督・作画監督補佐・原画・OP原画・ED原画）

2012年
- ブラック★ロックシューター（原画）
- 宇宙兄弟（原画）
- これはゾンビですか？オブ・ザ・デッド（ED原画）
- アクセル・ワールド（原画）
- 境界線上のホライゾンⅡ（作画監督補佐・原画・OP原画）
- めだかボックス アブノーマル（OP原画・原画）
- ソードアート・オンライン（原画）

2013年
- ラブライブ！（作画監督・原画）
- 進撃の巨人（原画）
- ムシブギョー（原画）
- はたらく魔王さま！（原画）
- 革命機ヴァルヴレイヴ（ED原画）
- 銀の匙 Silver Spoon（作画監督・原画）
- 〈物語〉シリーズ セカンドシーズン（原画）
- キルラキル（原画）

2014年
- バディ・コンプレックス（キャラクタ―作画監督・原画・OP原画・デザイン協力）
- 異能バトルは日常系のなかで（原画）
- 七つの大罪（作画監督・原画）

2015年
- 山田くんと7人の魔女（ED原画）
- 終わりのセラフ（作画監督・作画監督協力・原画・OP原画・エンドカード）
- 攻殻機動隊 ARISE ALTERNATIVE ARCHITECTURE（原画）

2016年
- 甲鉄城のカバネリ（作画監督・原画・第二原画）

2017年
- 進撃の巨人 Season 2（作画監督・作画監督補佐・原画・OP原画）

2018年
- 恋は雨上がりのように（総作画監督・作画監督・原画・OP原画）
- STEINS;GATE 0（OP原画）
- 進撃の巨人 Season 3（2018年 - 2019年、作画監督・作画監督補佐・原画）
- BANANA FISH（原画）

2021年
- 王様ランキング（原画）

2025年
- 真・侍伝 YAIBA（作画監督）

### 劇場アニメ
2010年
- Fate/stay night Unlimited Blade Works（原画）
- 劇場版ポケットモンスター ダイヤモンド&パール 幻影の覇者 ゾロアーク（原画）
- 劇場版BLEACH 地獄篇（原画）

2014年
- 攻殻機動隊 ARISE　border:3 Ghost Tears（原画）

2015年
- 心が叫びたがってるんだ。（作画監督・原画）

2018年
- 映画大好きポンポさん（作画監督・原画・ED原画）

### Webアニメ
2011年
- 放課後のプレアデス（原画）

2024年
- グリム組曲（キャラクターデザイン・総作画監督・作画監督・原画）

### OVA
2003年
- 天地無用! 魎皇鬼 第三期（動画）

2007年
- サクラ大戦 ニューヨーク・紐育（作画監督・原画・アイキャッチ）

2008年
- 真救世主伝説 北斗の拳 トキ伝（第一原画）